# Sistema financeiro mundial
Sistema financeiro global é o quadro mundial de acordos jurídicos, instituições e agentes econômicos formais e informais que, em conjunto, facilitam os fluxos internacionais de capital financeiro para fins de investimento e financiamento do comércio. Desde sua criação no final do século XIX, durante a primeira onda moderna de globalização econômica, sua evolução é marcada pelo estabelecimento de bancos centrais, tratados multilaterais e organizações intergovernamentais visando melhorar a transparência, a regulamentação e a eficácia dos mercados internacionais.